# Triolena pluvialis
Triolena pluvialis är en tvåhjärtbladig växtart som först beskrevs av John Julius Wurdack, och fick sitt nu gällande namn av John Julius Wurdack. Triolena pluvialis ingår i släktet Triolena och familjen Melastomataceae. Inga underarter finns listade i Catalogue of Life.